# Mohamed Ould Ghazouani

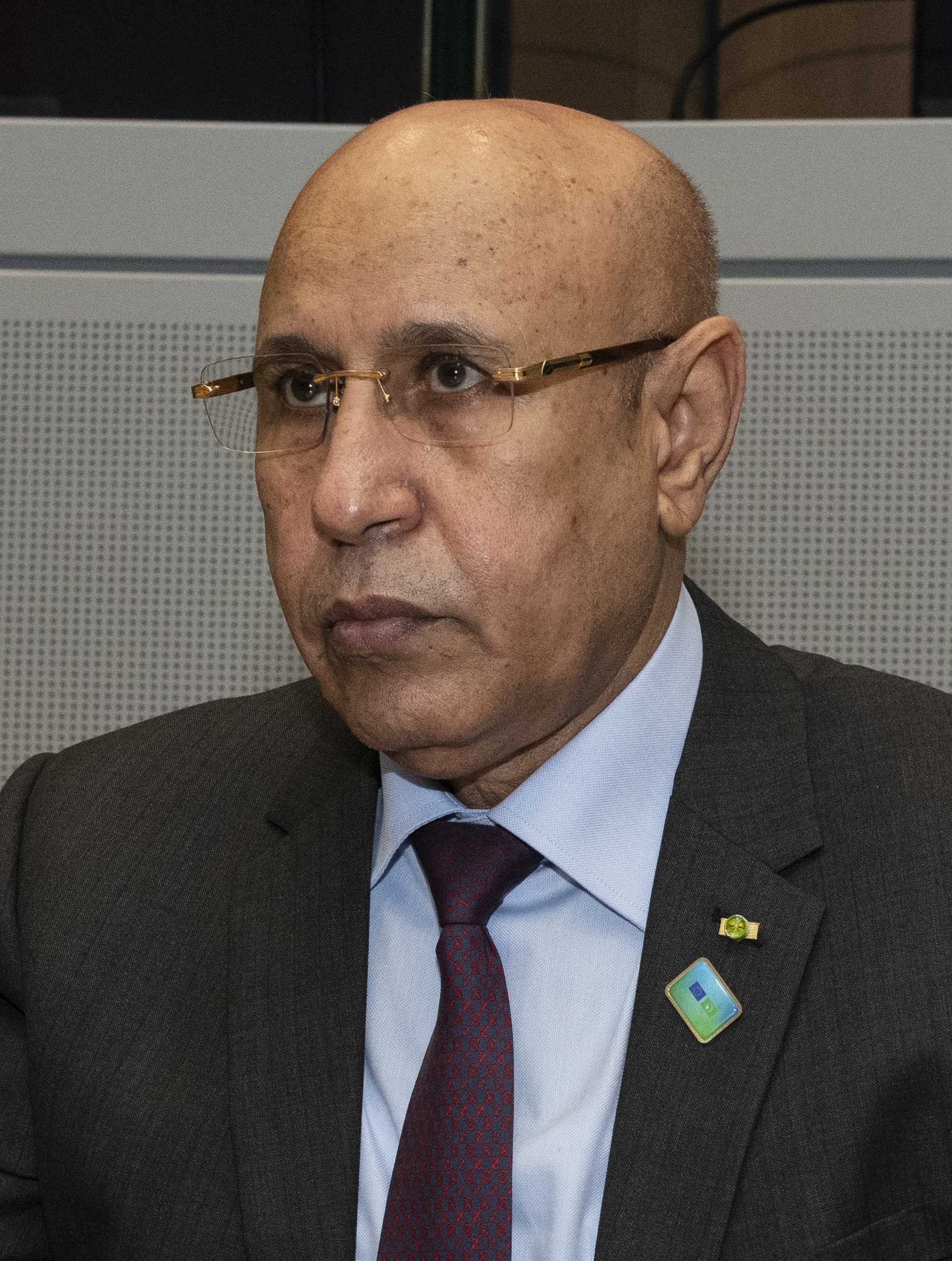
Mohammed Ould Cheikh (2022)

Mohamed Ould Cheikh Mohamed Ahmed Ould Ghazouani (arabisch محمد ولد الشيخ محمد أحمد ولد الغزواني, DMG Muḥammad walad aš-Šaiḫ Muḥammad Aḥmad walad al-Ġazwānī; * 31. Dezember 1956 in Boumdeid) ist ein mauretanischer General und Politiker, der seit seinem Amtsantritt am 1. August 2019 Präsident von Mauretanien ist. Er ist Mitglied der Partei Union pour la République und gilt als langjähriger Gefolgsmann von Mohamed Ould Abdel Aziz, der von 2009 bis 2019 Präsident war.

## Biografie
Ghazouani wurde am 31. Dezember 1956 in der Region Assaba geboren. Er wuchs in einer bekannten und einflussreichen Familie von Sufis auf. Sein Vater war ein lokal bedeutender Geistlicher. Er trat in den späten 1970er Jahren der mauretanischen Armee bei. Er setzte seine Ausbildung zum Offizier in Marokko fort. Er erhielt einen Master-Abschluss in Verwaltung und Militärwissenschaften und erwarb mehrere Einsatzausbildungszertifikate und wurde später zum General und Direktor für Nationale Sicherheit befördert. Im Militär gelang es ihm, als ein Verbündeter des späteren Präsidenten Mohamed Ould Abdel Aziz politischen Einfluss zu gewinnen, und war sein Partner beim Sturz von Präsident Sidi Mohamed Ould Cheikh Abdallahi im Jahr 2008. Er war schon Mitglied des Militärrats, der den früheren Präsidenten Maaouya Ould Sid’Ahmed Taya im Jahr 2005 stürzte.
Von 2008 bis 2018 übte er das Amt des Stabschefs der Streitkräfte von Mauretanien aus. Im Oktober 2018 ernannte ihn Präsident Mohamed Ould Abdel Aziz zum Verteidigungsminister Mauretaniens. Am 1. März 2019 kündigte Ghazouani seine Kandidatur für die Präsidentschaft an, um Mohamed Ould Abdel Aziz zu ersetzen. Am 15. März trat er als Verteidigungsminister zurück, um am Wahlkampf teilzunehmen. Bei der Präsidentschaftswahl in Mauretanien 2019 gewann er schließlich mit 52 % der Stimmen gegenüber fünf anderen Kandidaten. Die Oppositionskandidaten zweifelten das Ergebnis an. Der Verfassungsrat bestätigte das Ergebnis am 1. Juli 2019. Im August 2019 trat er sein Amt an, was den ersten friedlichen Machtwechsel im Land seit der Unabhängigkeit von Frankreich im Jahr 1960 darstellte.
Human Rights Watch forderte ihn im Oktober 2019 in einem offenen Brief auf, die Menschenrechtslage in seinem Land zu verbessern. Seit seiner Wahl hat sich Ghazouani mit einigen zivilgesellschaftlichen Gruppen, sowie der Opposition zu Gesprächen getroffen. Zudem kehren einige mauretanische Künstler und wichtige Geschäftsleute wie Mohamed Ould Bouamatou wieder in das Land zurück. Gleichzeitig hat er sich von seinem Vorgänger und früheren Freund Mohamed Ould Abdel Aziz immer weiter distanziert sowie auch dessen Verbündete aus Schlüsselstellen der Geheimdienste und des Militär entfernt. Diese Entwicklungen werden als ein stiller Putsch gegen die frühere Elite der Regierungspartei UPR gedeutet, mit dem Ziel die wirtschaftliche Lage des Landes zu verbessern.
Am 17. Februar 2024 wurde Ghazouani für ein Jahr zum Vorsitzenden der Afrikanischen Union gewählt.
Bei der Präsidentschaftswahl in Mauretanien 2024 trat der 67-Jährige für eine zweite fünfjährige Amtszeit an und gewann im ersten Wahlgang mit 56,1 % der Stimmen gegen sechs andere Kandidaten. Am 1. August 2024 wurde er für die zweite Amtszeit vereidigt und ernannte Moctar Ould Diay per Dekret zum nächsten Premierminister.

## Persönliches
Die religiöse Erziehung von Ghazouani hat sein Bewusstsein für soziale Gerechtigkeit und die Belange von ärmeren Menschen stark beeinflusst. In dieser Hinsicht habe ihn auch seine Ehefrau Mariam Mint Mohamed Vadhel Ould Dah geprägt, die als Ärztin praktiziert. Sie haben fünf Kinder.
Er gilt als Hāfiz (Person, die den Koran auswendig rezitieren kann).